# 三尖中獸科
三尖中獸科（Triisodontidae）是已滅絕的一科中爪獸目。三尖中獸科都生存於古新世的北美洲。三尖中獸科是繼恐龍滅絕後，北美洲最先出現的大型掠食哺乳動物。牠們有較不進化的牙齒，這是與其他中爪獸目不同的地方。
由於三尖中獸科的牙齒較為簡單，牠們被認為是中爪獸目的基底。一些學者將三尖中獸科看為踝節目，或甚至是熊犬科，而非中爪獸目。